# Runball 3000
A Runball 3000 egy nem hivatalos európai futam (rali), amely minden évben más útvonalon zajlik, de a távolság kb. 5000 kilométer, amelyet a résztvevők 7 nap alatt teljesítenek. Részt lehet venni személygépkocsival és motorkerékpárral is, de a járművek száma 50-re korlátozott.
A futam a híres-hírhedt amerikai „coast to coast" (parttól partig) nem hivatalos ralik egyik európai változata.
Bárki részt vehet a ralin, aki betöltötte a 21 életévét, van vezetői jogosítványa, gépjárműve, regisztrált és kifizette a regisztrációs díjat. A nevezési díj a sofőr és navigátora részére 8500 euró (amely magába foglalja az útközbeni szállás és étkezés költségit is), minden további utasért 4000 eurót kell fizetni.
A rali szabályzata kimondja, hogy tilos fogadásokat kötni, a résztvevők nem versenyezhetnek egymással, és kötelesek tiszteletben tartani a KRESZ-szabályokat.
Ennek ellenére az egyes országok rendőrségei nemzetközi együttműködés keretében (TISPOL) készülnek az eseményre, trafipaxokkal, közúti ellenőrzésekkel próbálják törvényes mederben tartani a versenyt.

## 2007-es program
- Brüsszel: 2007. április 14.
- Bécs: 2007. április 15.
- Budapest: 2007. április 16.
- Velence: 2007. április 17.
- Saint Tropez: 2007. április 18.
- Párizs: 2007. április 19.
- Antwerpen: 2007. április 20.

## Külső hivatkozások
- A futam hivatalos honlapja